# Pohlia pygmaea
Pohlia pygmaea là một loài Rêu trong họ Bryaceae. Loài này được (Broth.) P.C. Chen ex Redf. & B.C. Tan miêu tả khoa học đầu tiên năm 1995.